# Centre d'études, de recherches et de formation institutionnelles

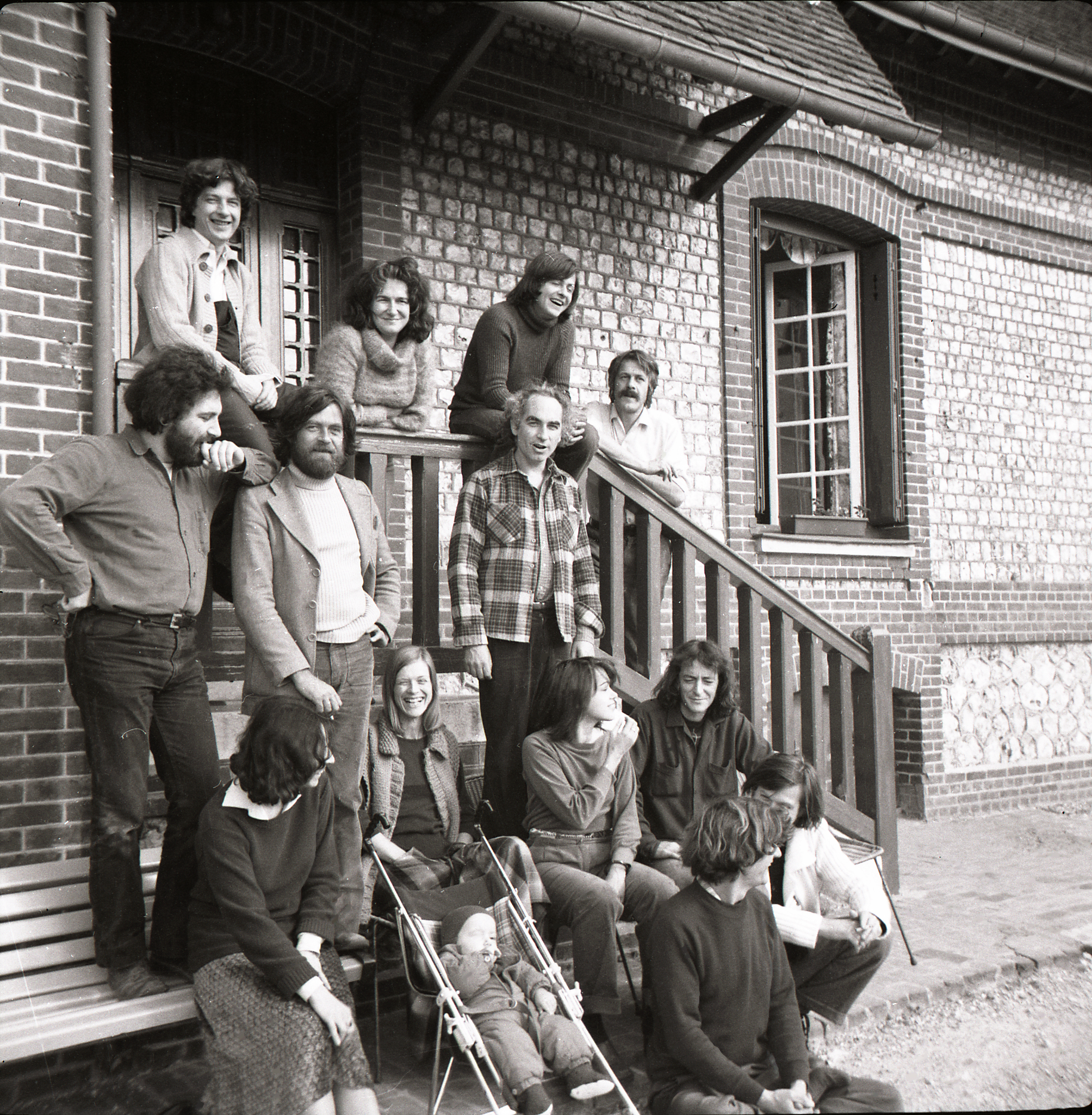
Una riunione del CERFI a Étretat negli anni settanta

Il Centre d'études, de recherches et de formation institutionnelles (in italiano traducibile come Centro di studi, di ricerche e di formazione istituzionali), noto semplicemente come CERFI, è stato un collettivo di ricerca nelle scienze umane fondato da Félix Guattari. Attivo a Parigi tra il 1967 e il 1987, si è espresso principalmente grazie alle pagine della rivista Recherches.
Lavorando per creare un collegamento tra ricercatori o attivisti in campi diversi, ma preoccupandosi al contempo di non compartimentare le discipline, il CERFI era una sorta di cooperativa di ricercatori di scienze sociali situata politicamente nell'area della sinistra radicale, benché in opposizione al Partito Comunista Francese. Intorno a Félix Guattari si riunivano ogni settimana una ventina di sociologi, urbanisti, economisti, psicologi, pedagogisti e attivisti, i quali lavoravano in assemblee generali e piccoli gruppi tematici. La loro indipendenza istituzionale era rimarcata agendo come consulenti a contratto, ovvero resistendo alla frequente tendenza di questo ambiente a trasformarsi in "funzionari pubblici, accademici, burocrati sindacali o di partito".

## Membri
I membri fondatori del CERFI sono stati Félix Guattari, François Fourquet, Gérard Grass, Hervé Maury, Olivier Quérouil, Luc Rosenzweig, Georges Préli, Michel Rostain, Liane Mozère, Anne Querrien, Lion Murard, François Pain, Christian Hennion e Claude Harmelle. A questi si sono successivamente aggiunti Micheline Maurice, Florence Pétry, Ariane Cotlenko, Colette Joly, Gaëtane Larmarche-Vadel, Numa Murard, Nicole Préli, Prisca Bachelet, Thierry Rosenzweig, Patrick Zylberman, Marie-Thérèse Vernet-Stragiotti, Philippe Gumplowicz, Guy Hocquenghem, Michel Cressole, Gilles Châtelet, Françoise Paul-Lévy, Georges Goldman, Michel Lévy, Marion Scémama, Véra Memmi, Maurice Borgel, José Luis Aguirre, Claude Rouot, Alain Sibony, Isaac Joseph, Isabelle Cahen, Yolande Robveille, Fanny Bichon, Serge Ananian, Claudine Dardy, Michel Joubert, Anne Baldassari, Suzanne Rosenberg, Catherine Ehrel, Sylvère Lotringer, Gisèle Donnard e alcuni altri. L'assemblea generale settimanale, che aveva luogo il martedì, riuniva sempre una cinquantina di partecipanti.